# ニューポート大学
ニューポート大学（ニューポートだいがく、英: Newport University）は、アメリカ・カリフォルニア州ニューポートビーチにあった非認定の通信制(Distance education)大学（カリフォルニア州認可大学・現Janus University）。

## 概要
ニューポート大学は、1976年にニューポート国際大学(Newport International University)として設立されたが、1979年から2011年までニューポート大学に、2011年からJanus Universityに校名が変更されて現在に至る。海外にも数多くの分校を増やし続けて来たが、2003年に海外分校を全てニューポート大学から独立させて別組織とし、ニューポート国際大学を設立した。
ニューポート大学は、カリフォルニア州政府により学内の財政と教育の質等が大学として最小限満たされていると判断されて カリフォルニア州認可 を受けていたが、アメリカ合衆国における公的な大学認定機関による認定(accreditation)を受けておらず、ミシガン州政府による非認定大学リスト PDFファイル に記載されている。2011年4月に開催された第85回基準認定団体DETCカンファレンスに、参加者としてニューポート大学名が登録されている。ニューポート大学がカリフォルニア州から認められた授与可能な学位は、準学士、人間行動学学士及び修士、心理学修士、経営学学士及び修士であった（以前には、工学修士、宗教学、法学、教育学、人間行動学、心理学の博士号を取得できた）。2003年、ミシガン州ウェスタン・ミシガン大学に、ニューポート大学のMBAを保持する学部長が存在している。また、ミシガン州内でニューポート大学心理学博士号を保持し、裁判システムにおけるグループ療法を担当するカウンセラーも存在する。このことは、ミシガン州内でニューポート大学の学位を使用する上で、使用可能な範囲が存在する事を示している。オレゴン州、メイン州、テキサス州の非認定大学リストに記載されるニューポート大学は、それぞれレバノン、ハワイが所在地であり、ニューポート大学(カリフォルニア)とは区別される。これは、テキサス州のMedical Clinic of North Texasに所属するスタッフに、ニューポート大学の博士号を保持するソーシャルワーカーが存在すること、また、オレゴン州立大学にニューポート大学修士の研究助手が存在することでも示されている。ニューポート大学は一時期ISO（国際標準化機構）から大学の質を評価され、ISO9000を取得していた。
ニューヨークの図書館Middletown Thrall Libraryや、名門フロリダ大学、カンサス大学のホームページ、国連の資料（ラトガス大学の研究者が資料編纂に関わっている）では、ニューポート大学が米国のひとつの大学として紹介されている。フィリピンのInternational Academy of Management and Economicsのホームページには、連盟する大学として、カリフォルニア大学バークレー校と共にニューポート大学名が掲載されている。かつて、カリフォルニア州の臨床心理士、弁護士の受験資格を取得することができた。アメリカのサイトeLearners.comでは、ディプロマミル調査の専門家による大学案内書「Bear's Guide」2006年度版の一部が掲載されている。それによれば、ニューポート大学が認定大学と共に、カリフォルニア州弁護士受験資格を取得できる大学のリストに含められ紹介されている。ニューポート大学の教育内容は、修了生が作成した Newportのブログ で一端を知ることができる。2008年1月26日号の週刊現代に掲載された「ニセ博士ー『実名』と「言い訳」」の記事の中で八巻正治のニューポート大学大学院の博士号取得について取り上げられた。
その中で八巻は「日本の大学だって、海外ならば非認定校だ。ディプロマミルと同列視されるのは、不愉快だ」とコメントした。